# GWR 655 Class
GWR 655 Class — тип танк-паровозов с осевой формулой 0-3-0 , построенных в количестве 52 единиц на Вулвергемптонском паровозостроительном заводе Большой западной железной дороги инженером Джорджем Армстронгом в 1892—1897 годах.
Паровозы были построены тремя партиями:
- № 655, 767 и 1741-1750 (партия A3, 1892 г.)
- № 1771-1790 (партия B3, 1892-94 гг.)
- № 2701-2720 (партия E3, 1896-97)

В сущности это были последователи GWR 645 Class с удлинёнными рамами, но тем же диаметром колёс и базой. 655 Class были последним типом крупных танк-паровозов Вулвергемптонского завода. В 1912—1930 годах все паровозы, кроме № 1772, получили взамен седельных танков вьючные.
До 1920-х годов пости все паровозы этого типа эксплуатировались в Северном дивизионе дороги, позднее в Веймуте находилось не менее пяти паровозов. Списание их началось в 1928 году, но растянулось, и 21 паровоз перешёл к British Railways после национализации в 1948 году. Последними были списаны в ноябре 1950 года № 1782 и 2719.

## Внешние ссылки
- № 1790 около депо Тисли в 1937 году. Архивировано из оригинала 16 сентября 2013 года.